# Еребус
Еребус (на английски: Mount Erebus) е вулканична планина и едноименен вулкан на остров Рос край бреговете на Земя Виктория, Източна Антарктида. Това е най-южният активен стратовулкан на Земята и шести по височина остров в света. Височина 3794 m. Представлява 4 конуса един в друг, като калдерата му е с диаметър 805 m и дълбочина 274 m. От 1972 има постоянна активност, като последното му изригване е през 2011 г. Образувал се е преди около 1,3 млн. години. 
Името Еребус идва от Ереб – в гръцката митология това е едновременно тъмната част в подземното царство, откъдето мъртвите трябвало да минат, за да стигнат Хадес, както и владеещото това пространство божество, син на Хаос и брат на нощта – Никта. Вулканът е открит на 28 януари 1841 г. от британската антарктическа експедиция, възглавявана от полярния изследовател Джеймс Кларк Рос и е наречен на един от двата експедиционни кораба („Еребус“ и „Терор“). Първото изкачване на вулкана е осъществено на 10 март 1908 г. от шест души, начело с Танат Дейвид, които са участници в британската антарктическа експедиция с водач Ърнест Шакълтън. На 28 ноември 1979 г. в склона на вулкана се врязва пасажерски самолет DC-10 на новозеландската авиокомпания „Еър Ню Зеланд“, в резултат на което загиват 257 души, от тях 200 новозеландци. Инцидентът е известен като катастрофата в планината Еребус.